# Stadion Istiklol
Das Stadion Istiklol ist ein Fußballstadion mit Leichtathletikanlage in der usbekischen Stadt Fargʻona. Es ist die Heimspielstätte des Fußballvereins FK Neftchi Fargʻona aus der nationalen Uzbekistan Super League. Die Anlage hat ein Fassungsvermögen von 20.000 Personen.